# Звездец (връх)
 Тази статия е за върха.  За селото вижте Звездец.  
Звездец, известен още под името Шиндарника, е панорамен връх в Етрополския дял на Стара планина. Намира се на територията на община Етрополе, Софийска област. Височината му е 1654,8 метра.
Върхът представлява широка и затревена поляна, в западната част на която все още могат да се видят останки от окопите, които са били изградени по време на Арабаконашката битка, състояла се тук през ноември – декември 1877 г.
На това място, на 125 метра югоизточно от връхната точка, е имало тракийска и антична крепост, а по-късно османски табии. Крепостта е заличена, забелязва се само къде е била южната ѝ страна, градена от ломени камъни без спойка. Камъни от крепостта са били използвани през Средновековието за старобългарската преграда „Окопа“. От южната страна за основа са използвани група естествени скали. Укреплението е служело за наблюдение и контрол над древните пътища (по билото на Балкана в посока изток – запад и напречните).
Според някои името на върха произлиза от това, че някога на него е била разположена турска крепост със звездовидна форма. Всъщност през Руско-турската война турците изградили голяма укрепена позиция,  включваща две табии (редути), пехотни окопи и артилерийски позиции, а и други табии в посока Арабаконак. Едната табия на връх „Звездец“ се наричала „Йълдъз табия“ – „Звезда табия“ на името на върха, като османците заели старобългарско укрепление.
До върха може да се стигне пеша, с колело, мотор или джип 4х4. Черните пътища не са подходящи за лек автомобил. Изходна точка за изкачването на върха е паметникът „Арабаконак“, разположен в близост до селата Стъргел и Горно Камарци. Изкачването е възможно от север, от югоизток и югозапад, като най-полегат е пътят от север.
От паметника „Арабаконак“ има и пътека, водеща до намиращия се малко под връх Звездец извор Цариченец (най-високия извор на река Бебреш), намиращ се на 1600 м н.в. Пътеката е с дължина 8915 м и денивелация 624 м.